# Riflessologia (pseudoscienza)
Per riflessologia o reflessologia si intende una pratica di medicina alternativa di carattere pseudoscientifico consistente nella stimolazione, tramite un particolare massaggio o tocco, di zone del corpo chiamate punti riflessi.

Dipinto murale dell'antico Egitto raffigurante alcune persone che si suppone stiano praticando un'antica forma di riflessologia.

Per zona riflessa si intende un punto della superficie corporea su cui, secondo le teorie dei riflessologi, si proietterebbe un determinato organo collocato anatomicamente, lontano da tale punto. Agendo su questi punti si avrebbe la possibilità di condizionare positivamente l'organo corrispondente; per questo motivo la riflessologia rientra nel settore delle medicine complementari ed è considerata una tecnica olistica di guarigione. I fautori di questa pratica sostengono che si possano curare anche particolari stati d'animo (stress, ansia, ecc.) attraverso il massaggio. 
Le teorie riflessologiche non hanno riscontro nelle conoscenze dell'anatomia e della fisiologia moderna e non si hanno finora conferme sperimentali attendibili, condotte secondo il metodo scientifico.
Le aree più comunemente usate in questa terapia sono i piedi (riflessologia plantare) e le mani (riflessologia palmare).  Ma come suggerisce l'intuito, su tutto il corpo si trovano zone riflesse. Le mappe più comunemente usate sono quelle dei 12 meridiani (agopuntura) che sono linee di peso in cui per ogni dito, corrisponde un gruppo di ossa diverso in equilibrio fino alla testa secondo leggi della fisica e della rotazione della struttura.
Chi esercita la riflessologia prende il nome di riflessologo.
Per quanto riguarda la reflessologia, si rileva come non esistano prove cliniche confermanti le convinzioni dei riflessologi.

## Storia
Il dottor Harry Bond Bressier fu il primo a compiere ricerche storiche sulla riflessologia, risalendo a sporadiche notizie in ogni tempo e in ogni luogo.
È quindi sbagliato pensare che la riflessologia sia una tecnica proveniente esclusivamente dall'oriente, essendo sempre esistita in tutto il mondo.
All'Oriente si fa risalire la conoscenza del massaggio palmare e plantare a circa 5.000 anni fa. In India circa 4.000 anni fa furono scritti i primi “Veda” e in questi libri si può leggere che i medici, per arrivare a una diagnosi, osservavano accuratamente la mano degli ammalati.

Anche in Italia, precisamente in Valcamonica, è stato ritrovato un graffito con un feto rappresentato nel piede, risalente a 4.000 anni prima di Cristo.
A Sakkara, in Egitto, nella tomba di Akhmahor, è stata trovata una pittura murale raffigurante un medico che stimola le mani e i piedi di un paziente. La traduzione dei geroglifici circostanti dice “non farmi male” e la risposta è “agirò in modo da meritare la tua lode”.
Pare che anche i Maya e gli Inca usassero questa tecnica.
In America la riflessologia è conosciuta e praticata da sempre dai Nativi americani come ad esempio dai Cherokee. Il “Clan dell'Orso” che vive alle pendici dei monti Allegheny usa la riflessologia in una cerimonia sacra cui partecipano tutti, sia sani sia ammalati.
Anche il 20º presidente degli Stati Uniti James Abram Garfield (1831 – 1881) riscontrò notevoli miglioramenti, fino alla definitiva scomparsa dei dolori, facendosi trattare con delle stimolazioni pressorie ai piedi.

Nel 1500, lo scultore Benvenuto Cellini fu trattato con robuste pressioni sulle mani e sui piedi per guarire “diffusi dolori nel corpo”.

In Europa, intorno al 1582, i medici Adamus e A'tatis, discussero di metodi simili alla riflessologia.
In Germania il Dottor Alfons Cornelius guarì da dolori diffusi, contratti a seguito di una forma infettiva piuttosto grave.
In Russia il filosofo e medico Ivan Petrovich Pavlov, nel 1883, conduce una ricerca sui riflessi condizionati, concludendo che “tutti gli stimoli sono condizionanti e possono provocare una risposta condizionata grazie al fatto che il sistema nervoso collega, tra loro, tutte le regioni e le funzioni dell'organismo”.

Nello stesso anno Voltolini, e Mackenzie nel 1884, pubblicarono le loro scoperte sulle modificazioni che avvengono nella mucosa nasale in presenza di processi in atto nell'apparato genitale.
Alla fine dello stesso secolo l'otorinolaringoiatra W. Fliess dimostrò che anestetizzando con cocaina particolari punti del naso, si ottenevano miglioramenti di determinati disturbi genitourinari.
Nei primi anni del Novecento, il dott. William M. Fitzgerald, otorinolaringoiatra del Connecticut, scoprì che premendo su alcune zone del corpo poteva evitare di somministrare cocaina (allora usata come anestetico) per alleviare molte sofferenze dei suoi pazienti. Egli divise il corpo umano in 10 zone longitudinali che corrono lungo il corpo, dalla cima della testa alla punta degli alluci. Il numero dieci corrisponde al numero delle dita delle mani e dei piedi, e ogni dito delle mani e dei piedi rientra in una zona. La teoria sostiene che le parti del corpo presenti all'interno di una determinata zona saranno collegate l'una all'altra per mezzo dell'energia che scorre dentro la zona stessa e possono perciò essere stimolate reciprocamente.
Allievi del dott. Fitzgerald furono il dott. J. Rilay e la sua assistente E. Ingham, quest'ultima approfondì il lavoro di Fitzgerald, dando il maggior contributo alla riflessologia plantare moderna, separando il lavoro delle zone riflesse in genere, da quello del piede, e iniziando a costruire una mappa delle zone riflesse sul piede corrispondenti ai vari organi. 
Negli anni '60 alcune allieve della Ingham, come Hanne Marquardt in Germania e la Doreen Bayly in Gran Bretagna, riportano la riflessologia in Europa.
In Italia, la riflessologia viene introdotta da Elipio Zamboni, fisioterapista bergamasco diplomato in riflessologia nel 1974 presso la scuola di Hanne Marquardt e morto in un incidente stradale nel 1992.
Zamboni negli anni successivi organizza corsi di riflessologia plantare, approfondisce il lavoro della Ingham sulla mappatura del piede e fonda, l'AIRP (Associazione Italiana reflessologia plantare) trasformata poi nel 1987, in FIRP (Federazione Italiana Reflessologia del Piede).
Successivamente molti ricercatori di tutto il mondo hanno portato notevoli contributi, scoprendo nuovi punti o addirittura nuove reti di riflesso, rendendo questa tecnica sempre più semplice ed efficace.

## Teorie sul possibile funzionamento della riflessologia
Non esiste alcuna sperimentazione che dimostri in modo attendibile la validità delle varie mappe riflessologiche: i miglioramenti riscontrati da alcune persone sono attribuiti dalla medicina scientifica all'aumentata circolazione sanguigna dovuta alle stimolazioni o all'effetto placebo, mentre per gli operatori riflessologi le teorie più accreditate sul funzionamento di questa tecnica sono:
- Teoria della stimolazione nervosa: è una teoria fra le più menzionate, che si basa su una relazione a catena fra le terminazioni nervose delle zone riflesse e l'organo in cui si localizza il disturbo. Queste terminazioni nervose, a seconda della pressione esercitata, porterebbero l'informazione al cervello che elaborandola, la trasferirebbe all'organo interessato (questa teoria si ricollega agli esperimenti di Pavlov e Voltolini).
- Teoria dell'energia: nel nostro corpo circolerebbe “l'energia vitale” organizzata in canali profondi chiamati “meridiani energetici”, che nel loro tragitto si portano, ogni tanto, in superficie formando delle stazioni, o bottoni. Per un funzionamento ottimale l'energia deve scorrere senza impedimenti e l'organismo godrà di buona salute, ma se si formano dei blocchi di questa energia si genera una disarmonia (cioè mancanza in un determinato organo e accumulo in un altro), questo squilibrio porta a malessere o malattia. Premendo i “bottoni” in superficie, si ripristinerebbe la normale circolazione energetica e si riporterebbe il corpo in equilibrio e quindi al benessere della persona.

L'esistenza dei “meridiani energetici” non è mai stata dimostrata sperimentalmente, sebbene sia stato riscontrato che con il massaggio riflessologico viene stimolata la produzione di endorfine.

## A cosa serve
Secondo i sostenitori di questa tecnica complementare, la riflessologia può essere usata come metodo d'indagine energetica e per prevenire e risolvere molti tipi di disturbi. 

La riflessologia stimolerebbe la naturale autoguarigione del corpo stesso, non fermandosi solo alla soppressione dei sintomi, ma riportando l'intero organismo a uno stato di equilibrio e armonia; per ottenere ciò occorre la partecipazione attiva della persona interessata che dovrà diventare consapevole del suo stile di vita e porre dei cambiamenti dove necessita.

## Trattamenti
Secondo i riflessologi, se un organo è in fase di squilibrio energetico, la sua zona riflessa sarà dolente; in base a queste alterazioni si può capire quali sono i punti specifici da trattare, infatti, la prima volta che una persona si rivolge a un riflessologo questi eseguirà una ricerca di tutti i punti dolenti per decidere quali zone trattare in seguito.
Il trattamento consiste in un massaggio particolare sulle varie zone dolenti, che man mano diventeranno sempre meno sensibili; questa normalizzazione delle zone alterate, normalmente coinciderà con un miglioramento dello stato di benessere generale.
In una tipica seduta, il paziente viene fatto distendere su un lettino, durante una seduta di questi massaggi, che dura circa un'ora e mezza. Il trattamento è a volte accompagnato da una musica strumentale di sottofondo, per permettere il completo rilassamento del paziente.
Il massaggio può essere praticato utilizzando anche particolari oggetti: a causa di ciò, nel corso della seduta il paziente potrebbe avvertire prurito o sensazioni di calore in alcune parti del corpo: sul volto o in qualche area della testa, oppure sulle braccia o sulle gambe.

### Riflessologia plantare

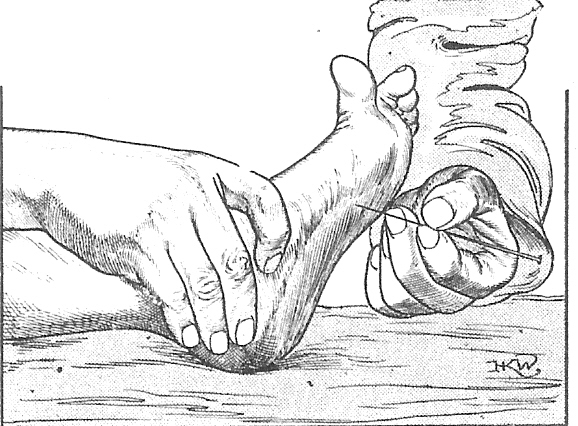
Trattamento di riflessologia plantare.

La riflessologia plantare è quella parte della riflessologia che si occupa in particolar modo dei punti riflessi sui piedi. Queste zone riflesse sono localizzate sulla pianta e sul dorso dei piedi, oltre che lungo i lati esterno e interno e le loro posizioni seguono uno schema simile a quello del corpo. La motivazione a sostegno consiste nel fatto che la pianta del piede contenga molti punti sensibili, ognuno dei quali sia riconducibile a una determinata parte del corpo: il massaggio di tali punti, ovviamente praticato da persone qualificate, permetterebbe quindi la graduale eliminazione di questi cattivi stati d'animo.
Le varie mappe esistenti differiscono un po' tra loro sulla localizzazione dei punti; questa differenza è dovuta alla scuola d'origine, più occidentale o più orientale, ma tutte sono concordi nella veduta generale del piede e cioè che gli organi e le singole parti del corpo si riflettono all'incirca nella stessa posizione in cui si trovano nel piede. In tutte le mappe troveremo, ad esempio, le zone riguardanti la testa sulle dita dei piedi mentre nella parte mediale (lungo i lati interni) si riscontrerà la schiena; l'incavo della pianta dei piedi ospiterà tutto l'apparato digerente e urinario, mentre sulle parti laterali (i lati esterni) troveremo gli arti superiori e i femori.
Per capire meglio si può immaginare la figura frontale di una persona inginocchiata sovrapposta sulla pianta dei piedi e la figura laterale della stessa persona sovrapposta alla parte laterale dei piedi.

### Zone di Head
Per zone di Head o zone riflesse si intendono le porzioni di cute sulle quali, in caso di malattia, interverrebbe un mutamento. Il fenomeno è stato teorizzato per la prima volta dal neurologo inglese Sir Henry Head (1861-1940), che nel 1893 ha ipotizzato una corrispondenza fra gli organi interni e porzioni della cute attraverso un collegamento nervoso o ematico.
Nella terminologia proposta da Head, ogni fibra sensitiva afferente, appartenente alla cellula a T di un ganglio radicolare, entra nel midollo spinale attraverso una radice posteriore, a ciascuna delle quali corrisponde un territorio di innervazione (metamero). Per ogni metamero esiste un rispettivo cutaneo detto dermatomero. Per quanto riguarda i visceri invece la suddivisione metamerica è meno definita; tuttavia sono identificabili anche qui aree di corrispondenza tra afferenze splancniche e metameri che vengono chiamate aree di Head.
In altre parole, secondo Head una malattia che colpisce un organo interno può avere conseguenze sulla zona riflessa che a esso corrisponde.
Il massaggio connettivale viene effettuato prevalentemente sulla zona riflessa dell'organo in sofferenza utilizzando le punte delle dita.

## Reazioni
Secondo i resoconti dei riflessologi, come risultato ai trattamenti, le persone trovano giovamento sia sul piano fisico sia su quello psicoemotivo, ma è possibile che dopo i primi trattamenti i disturbi invece di diminuire si acuiscano. Questo sarebbe dovuto al fatto che, stimolando l'autoguarigione, l'organismo si libera dalle tossine (per questo durante il periodo del ciclo di trattamenti è importante bere molta acqua), inoltre considerando la persona nella sua interezza di mente, corpo e spirito, e quindi lavorando su tutti e tre questi piani, la persona incomincerebbe ad abbandonare i supporti adottati per poter convivere con il disturbo, trovandosi così di fronte alla vera causa del problema (spesso un problema mentale) che li ha condotti all'attuale stato fisico (problema fisico). I trattamenti successivi porterebbero al miglioramento generale.
In caso di malattie gravi, non essendo il trattamento miracoloso, può aiutare comunque a migliorare le condizioni generali della persona.

## Conclusioni
La riflessologia stimolerebbe l'autoguarigione, rinforzerebbe il sistema immunitario, allevierebbe il dolore e aumenterebbe la resistenza a esso, rinforzerebbe l'apparato scheletrico e muscolare, stimolerebbe la respirazione, gli apparati emuntori (deputati all'eliminazione delle tossine e dei prodotti di scarto) e le circolazioni sanguigne, linfatica ed energetica.

La medicina scientifica non riconosce le tecniche riflessologiche e si riserva un eventuale riconoscimento solo se verranno portate prove convincenti e verrà dimostrata l'esistenza di un legame tra i punti stimolati e gli organi interni.